# Karakły
Karakły (ros. Караклы) – wieś (dieriewnia) w Rosji, w Czuwaszji, w rejonie kanaskim. W 2010 liczyła 608 mieszkańców.